# Maundia
Maundia  — рід алісматид однодольних, описаний у 1858 році. Маундієві раніше входили до родини Juncaginaceae, але тепер вважають, що вони утворюють окрему родину під назвою Maundiaceae. Він містить лише один відомий вид, Maundia triglochinoides, ендемік Австралії (штати Квінсленд і Новий Південний Уельс). Вид занесений до списку вразливих.